# Caá Yarí
Caá Yarí är en ort i Argentina.   Den ligger i provinsen Misiones, i den nordöstra delen av landet, 800 km norr om huvudstaden Buenos Aires. Caá Yarí ligger 217 meter över havet och antalet invånare är 135.
Terrängen runt Caá Yarí är huvudsakligen platt, men västerut är den kuperad. Närmaste större samhälle är Oberá, 19,4 km öster om Caá Yarí.
I omgivningarna runt Caá Yarí växer i huvudsak städsegrön lövskog. Runt Caá Yarí är det ganska tätbefolkat, med 58 invånare per kvadratkilometer.